# Agrippinische Sibylle

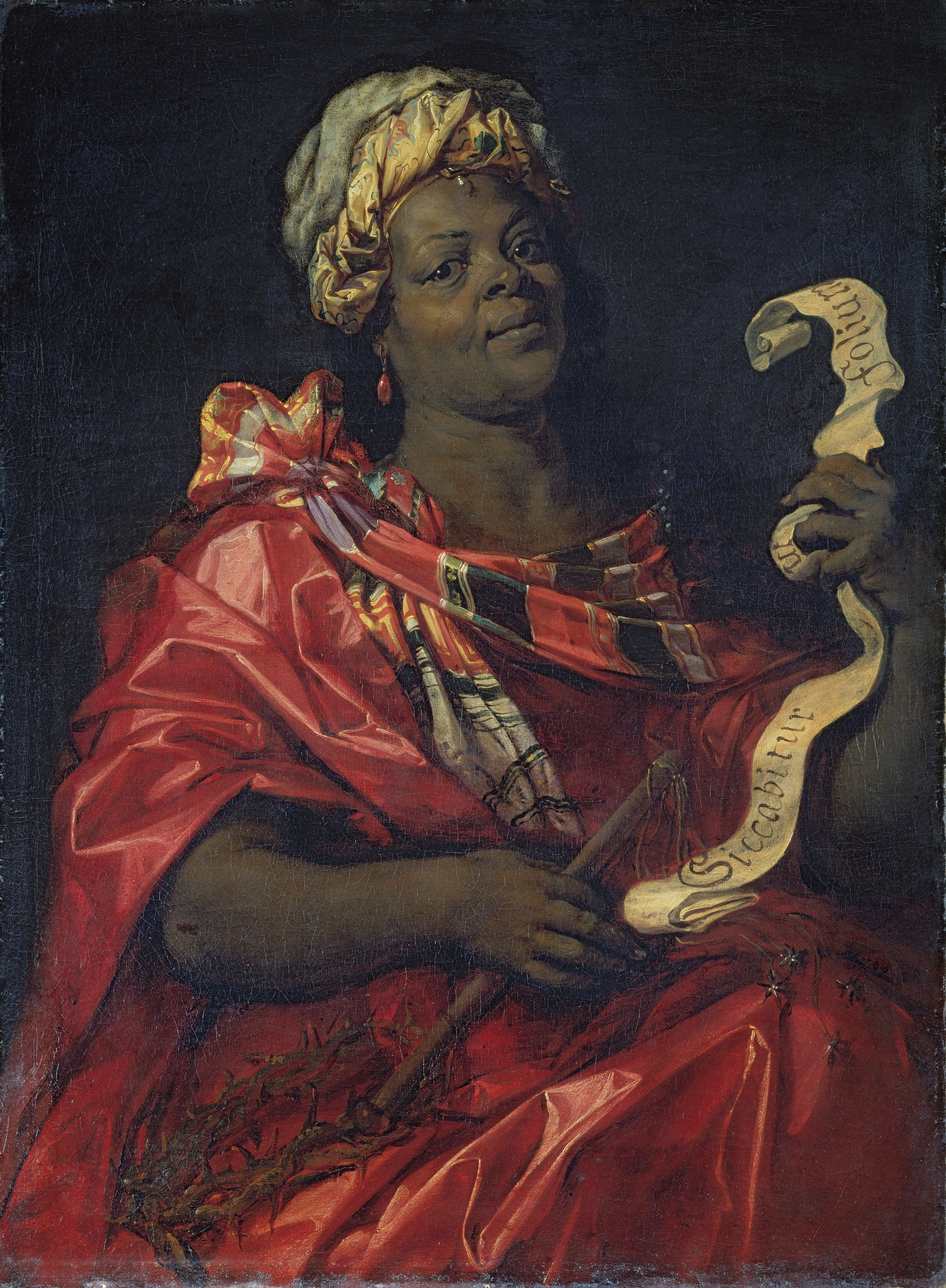
Zugeschrieben Jan van den Hoecke, Sibilla Agrippina, ca. 1630, Museum Kunstpalast, Düsseldorf

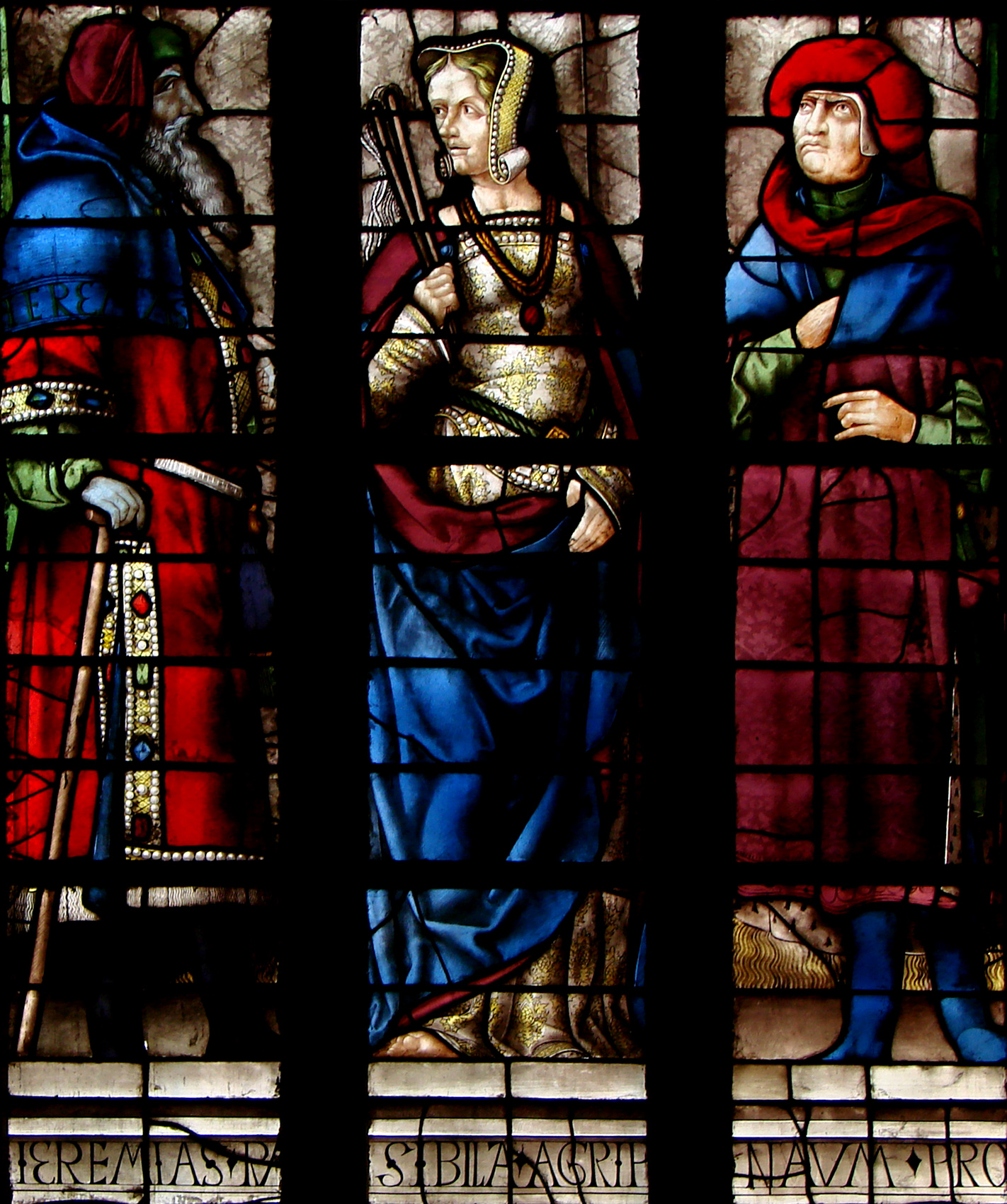
Sibilla Agrippina mit Propheten, Glasfenster in der Kathedrale von Auch, Frankreich (1503)

Agrippinische Sibylle, lateinisch Sibylla Agrippina ist der Name einer Sibylle, die zusammen mit der Europäischen Sibylle im Mittelalter den in der Spätantike von Laktanz aufgelisteten zehn Sibyllen hinzugefügt wurde. Somit ergab sich eine den kleinen Propheten des Zwölfprophetenbuchs des Alten Testaments gleiche Zahl von Frauen, die damals als pagane Verkünderin einer Gotteserwartung angesehen wurden.

## Antike
Trotz ihrer indirekten Entstehung aus der Sibyllentradition der Antike hat die Agrippinische Sibylle keinerlei weiteren Bezug zur klassischen Mythologie und ist in der Antike in keinerlei Weise zu finden.

## Motiv der Kunst
Obwohl in der Kunst der Gotik und Renaissance Sibyllen ein häufig anzutreffendes Motiv sind, so wird die Agrippinische Sibylle jedoch vor ca. 1500 nicht dargestellt. Ab und zu findet man sie danach in einigen Gruppen von solchen Frauen, so z. B. an folgenden Orten:
- Tours, Frankreich, als Illumination in einem Manuskript mit Prophezeiung der zwölf Sibyllen von 1490[3]
- Auch, Frankreich, in der Kathedrale in einem der von Arnaud de Moes zwischen 1503 und 1513 erschaffenen Glasfenstern[4] mit Sibyllen und Propheten
- Passau, Deutschland, im Dom Sankt Stephan als eine Zwickelbild in dem von Carpoforo Tencalla geschaffenen Deckenbildern des Zyklus mit mehreren Sibyllen von 1682
- aus Holland die Agrippina des Abraham Janssens (ca. 1575–1632), heute Düsseldorf, museum kunst palast

In den Kupferstichen mit Folgen von Sibyllen der Renaissance ist sie dann eher anzutreffen, so z. B. Die Agrippinische Sibylle in der Folge von Claude Vignon von 1593 oder die Sibylla Agrippina in der Folge herausgegeben um 1615 von Crispin de Passe dem Älteren.
Die Agrippinische Sibylle wurde ab dem beginnenden Barock manchmal – und als einzige unter der Sibyllen – als Frau des Afrikanischen Kontinents interpretiert und dargestellt. Dies wird kunsthistorisch als eine damals noch ungewöhnliche Anerkennung des Wissen, des Sehertums und der Attraktivität von Frauen aus dieser Region angesehen.